# Profetrörelsen i Cevennerna
Profetrörelsen i Cevennerna är en beteckning på den väckelserörelse som ägde rum i södra Frankrike, efter upphävandet av ediktet i Nantes 1685 och de efterföljande förföljelserna av hugenotterna där.
I februari 1688 började en ung herdeflicka, Isabeau Vincent att profetera i sömnen på en gård utanför Saou. Ryktet om detta spreds i trakten och folk började flockas kring den lilla flickan som uppmanade dem att stå fasta i tron trots förföljelser, att lyda Gud mer än mänskliga lagar och att undvika den katolska mässan. 
Den 8 juni arresterades hon och fördes till Crest där hon under flera timmar förhördes av katolska präster under tortyr och fängslades i ett fångtorn innan hon i juli förflyttades till sjukhuset i Grenoble. Slutligen skickades hon till ett kloster där hon avled till följd av tortyren.
En av Isabeaus åhörare skrev ner hennes profetior och skickade dem till Amsterdam, där de trycktes redan samma år och fick stor spridning.
1689 började en ung bondpojke Gabriel Astier att profetera på liknande sätt i byn Clieu i Rhône-dalen. Han tvingades fly till de närbelägna bergen där han samlade stora skaror människor omkring sig. Han infångades till slut av myndigheterna och steglades till döds.
Hundratals barn, oftast tonåringar men även små barn fortsatte dock profeterandet, ibland åtföljt av tungotal och skakningar. Ett nio månader gammalt spädbarn ska ha ställt sig upp i sin vagga och profeterat.
Många av dem fångades in, torterades och fängslades. Detta öde drabbade även vuxna väckelsepredikanter som François Vivent och Claude Brousson. De avrättades 1692 respektive 1698. 
Sedan alla predikanter landsförvisat, avrättats eller fängslats framträdde flera lokala och olärda profeter som bagaren Abraham Mazel. Dessa identifierade den katolska kyrkan som det stora vilddjuret i Uppenbarelseboken.
Den 24 juli 1702 tågade Mazel och en grupp anhängare till prästgården i Le Pont-de-Montvert och befriade de fångar som var inlåsta i källaren där. Abboten och två präster dödas. 
Detta blev starten på ett blodigt uppror där hastigt hopsamlade bondetrupper, kamisarder reser sig mot det katolska förtrycket. Ludvig XIV slog tillbaka med stor kraft. 1703 brändes 466 byar i Cevennerna och alla överlevande förvisades därifrån. En av de ledande gerillaledarna, Jean Cavalier slöt fred med regeringstrupperna 1704, en annan Roland Laporte (som kallade sig själv Guds barns general) dödades samma år medan mindre skärmytslingar ledda av andra upprorsmän fortsatte till 1710. Ett slutligt fredsavtal skrevs först under 1715, då Ludvig XIV dog. 
Bortåt en halv miljon hugenotter flydde landet. Några till Tyskland, där de gav upphov till den "inspirerade" radikal-pietistiska rörelsen. Andra tog sig till Schweiz, Nederländerna, England, Brandenburg eller Fredericia i Danmark.